# Oncorhynchus rastrosus
Oncorhynchus rastrosus es una especie extinta de pez del género Oncorhynchus.

## Descripción
O. rastrosus fue posiblemente el miembro más grande de la familia Salmonidae, rivalizando o superando en tamaño al salmónido vivo más grande, Hucho taimen, con estimaciones que varían desde una longitud estándar (sin aleta caudal) de 1,9 m (6 pies 3 pulgadas) y 177 kg (390 libras) hasta una longitud total de 2,4–2,7 m (7 pies 10 pulgadas-8 pies 10 pulgadas) y 200 kg (440 libras). Los miembros de esta especie contaban con un par de pequeños colmillos que sobresalían de la punta del hocico, lo que explica su nombre común y sinónimo. Los adultos de O. rastrosus tenían branquiespinas más grandes que sus parientes modernos, más pequeños, lo que llevó a los científicos a sugerir que los adultos comían plancton. Se cree que estos salmones eran anádromos, al igual que sus parientes actuales. Los científicos creían que los dientes apuntaban hacia abajo, como los de un tigre dientes de sable. Ahora se cree que sobresalían lateralmente de la boca. Los científicos creían que los dientes apuntaban hacia abajo, como los de un tigre dientes de sable. Ahora se cree que sobresalían lateralmente de la boca. Los dientes puntiagudos del salmón aumentaron de tamaño a medida que pasaba del océano al agua dulce. El salmón se reproducía en agua dulce, como lo hace el salmón del Pacífico en la actualidad. Los patrones de desgaste de los dientes sugieren que el salmón los usaba para defender su territorio y marcar nidos durante la fase reproductiva.

## Distribución
Vivió a lo largo de la costa del Pacífico de América del Norte y Japón. Apareció por primera vez a finales del Mioceno en California y después se extinguieron en algún momento durante el Plioceno temprano.